# Ranga László
Ranga László (Pécs, 1957. július 7. – 2001. június 16.) magyar raliversenyző, navigátor, hatszoros magyar bajnok és háromszoros Eb-futamgyőztes.

## Élete
Tanulmányait a pécsi Széchenyi István Gimnáziumban végezte, ahol érettségi bizonyítvány mellett gépjármű-technikusi oklevelet és szakmunkás bizonyítványt szerzett. 1975-ben állt munkába a Pécsi Volánnál, ahol autószerelőként nemcsak taxikat, hanem versenyautókat is javítottak.

## Navigátorként
1976-ban, élve a kínálkozó lehetőséggel, Szuhanyik László navigátora lett, akivel 1978-ban megnyerte a rali túra abszolút- és kategóriabajnokságát. 1979-ben második helyet szereztek, míg 1980-ban ismét a kategória dobogójának legfelső fokára állhattak. Közös karrierjük Ranga katonai behívójával ért véget.
Katonaidejének letelte után visszatért a 10 év alatt – a rali és helyi bajnokságok számára – több bajnokot is kinevelő Pécsi Volánba.

## Versenyzőként
1982-ben karrierjének nagy lökést adott, hogy a Pécsi Volántól kapott egy vállalati Zsigulit, melyet barátjával, Buszlauer Jánossal egy bérelt garázsban alakítottak versenyautóvá. A vállalati autó óriási könnyebbséget jelentett, hiszen minden főbb alkatrészt az egyesület fizetett ki. Megközelítőleg egy évet versenyzett Berger Ottó navigálásával, akit ezt követően Kurcz Árpád váltott a jobb oldalon.
1983-ban a kategóriabajnoki címet, majd 1984-ben emellett az abszolút bajnoki címet is megszerezték. 1985-ben Ferjáncz Attila mögött második lett a magyar rali bajnokság abszolútjában és ,,B” csoportjában. Viszont a ,,B12-13″ géposztályban övé lett a bajnoki cím, rali és a gyorsasági szakágban egyaránt, mely eredményeket a következő évben megismételték.
1986-ban meghívást kapott az Ausztriában megrendezett Semperit Ralira, ahol navigátorként ideiglenesen Maksa Imre segítette. 1987-ben Dudás Mihállyal az abszolút bajnoki cím mellett „begyűjtötték” a „B” csoport és a „B12-13” géposztály bajnoki címét, valamint a siker megkoronázásaként Ranga László a gyorsasági szakágban is szerzett két bajnoki címet a „B” csoportban és a „B12-13” géposztályban.
1987-ben új korszak vette kezdetét Ranga László pályafutásában, miután Ferjáncz Attila megkereste a Ranga – Dudás párost, hogy igazoljanak a Novotrade SE-hez, ahol Ferjáncz mellett folytathatták pályafutásukat. Az átigazolás során a legnagyobb változást az jelentette, hogy Ranga László beleülhetett első négykerék-meghajtásos versenyautójába, egy Audi Quattróba, mely rögtön az első két versenyen győzelmet hozott számára. 1989-ben az „A10-11” géposztály második helyezettje, míg 1990-ben az „A” csoportban és az „A10-11” géposztályban is második helyezést ért el.
1991-ben Dudás Mihályt Büki Ernő váltotta a navigátori székben, s ezt követően 1991-ben, 1992-ben, 1993-ban és 1994-ben „besöpörték” az összes trófeát. A Ranga-Büki páros neve egybeforrt a Lancia Delta HF Integrale névvel, a mauro rally by Nocentini autó Marlboro-s festése pedig jelképpé változott.

## Nemzetközi szereplése
Ranga László nemzetközi debütálására 1984-ben került sor, amikor is részt vett a Béke és Barátság kupán belül megrendezett Rally Baltikán, ott végül Kurcz Árpáddal az oldalán a 41. helyen zártak.
Legjobb BBK-s eredményét 1987-ben érte el, akkor már Dudás Mihállyal az oldalán 7. lett az NDK-ban rendezett versenyen.
Karrierje során 7 ERC-versenyen állt rajthoz, ezek közül 3 győzelmet szerzett (Romániában 1995-ben és 1996-ban és Szlovákiában 1997-ben) és egyszer volt harmadik San Marinóban, 1994-ben.

## Halála
1998-ban gyógyíthatalan betegsége miatt befejezte aktív pályafutását és csapatvezetőként tevékenykedett tovább, ahol két bajnoki címet nyert. 9 súlyos műtéten is átesett, amputálták a bal lábát, hiányzott néhány bordája, eltávolították a fél csípőjét, fél tüdejét és néhány csontját is.
Mindezek következtében 2001. június 16-án, 43 éves korában szervezete végleg feladta a küzdelmet és elhunyt.

## Sikerei
Magyar ralibajnokság:
- Győztes (6): 1984, 1987, 1991, 1992, 1993, 1994

Mecsek Rallye:
- Győztes (8): 1984, 1986, 1987, 1990, 1991, 1992, 1994, 1996

## Díjai, elismerései
- 1994-ben megkapta Pécs város önkormányzatától a Pro Communitate-díjat
- 2000-ben a magyar ralisport "Örökös bajnoka" címet adományozták neki

## Emlékezete
- Nevét őrzi a Pécs-Uránváros felől Abaliget felé húzódó 6604-es út egy több kilométeres, szerpentines szakasza, körülbelül az út negyedik kilométerétől Remeterétig.